# 集體跟蹤
集體跟蹤（英語：Gang stalking），是被害妄想的一种，患者认为自己被大量人员跟踪、纠缠和骚扰。 该词语与“被盯人物”（英語：targeted individual,“T.I.”）在线社区有关联，该社区由同道中人组成，他们声称自己的生活因被有意伤害他们的、有组织的群体纠缠而备受干扰。

## 术语
纠缠的概念出现在美国20世纪80年代，随着妇女法律公平性的提高以及家庭暴力得到起诉。一般来说，缠扰只有一个犯罪者，他们有时可能会招募其他人代表他们行事，通常是在不知情的情况下。从21世纪初开始，“团伙跟踪”一词开始流行，用来描述一种不同的反复骚扰经历，这种经历来自多个围绕共同目标组织起来的人，没有个体负全责。

## 在线社区
2016 年《纽约时报》的一篇文章估计，超过 10,000 人参与了在线社区，“这些社区的成员坚信，他们是‘利用精神控制武器和所谓的团伙跟踪大军骚扰成千上万普通美国人的蔓延阴谋’的受害者”。 这篇文章指出，Sheridan 和 James 在 2015 年发表的一篇题为“团伙跟踪（'帮派跟踪'）诉讼：对其性质和对投诉人影响的探索性研究”的论文是当时唯一一项关于该主题的科学研究。
数百个这样的社区存在于网络上。新闻报道描述了互联网用户群体如何合作交流涉及团伙跟踪的详细阴谋论。 Kershaw 和 Weinberger 说，“放大精神控制和团伙跟踪报道的网站”是“一个可能鼓励妄想思维的极端社区”，代表着“社交网络的阴暗面。它们可能会强化精神病患者的错误思维并阻碍治疗。”2020 年的一项研究建立了一个框架来分类和检查具有团伙跟踪主观体验的个体现象。该研究证实了他们的经历随后产生的“严重”后遗症，并建议进一步研究。

## 被害妄想
那些认为自己是受害者的人报告说，他们认为团伙跟踪的动机是扰乱他们生活的方方面面。所涉及的活动包括脑控、使用“精神电子武器”、定向能量武器、网络跟踪、通过催眠暗示传输的远程访问电子设备，以及其他所谓的精神控制技术。外部观察员报告称，这些只属于信念系统的案例，而不是客观现象的报告。 在“被盯人物”社区中，团伙跟踪被描述为一种共同的经历，其中团伙跟踪者都协调一致地骚扰个人，而个体之间则分享他们的受害经历。
澳大利亚和英国的 Lorraine Sheridan 和 David James 进行的一项研究，将 128 名自称是“团伙跟踪”的受害者与随机选择的 128 名自称是被个人跟踪的受害者进行了比较。所有 128 名“团伙跟踪”的“受害者”都被判定为妄想，然而个人跟踪的受害者被判定为妄想的只有 5 名。两组样本在抑郁症状、创伤后症状以及对社会和职业功能的不利影响方面存在非常显著的差异，自称是团伙跟踪受害者的人受到的影响更为严重。作者得出结论，“团伙跟踪似乎是基于妄想的，但投诉人遭受了明显的心里和实际后遗症。这对于评估跟踪案件中的风险、尽早转诊至精神科服务以及分配警力资源非常重要。”
虽然绝大多数自称是被盯人物的人不会对他人构成危险，但一份报告发现，有些人已经付诸暴力行动，有时甚至是极端的暴力行动。2022 年，据报道，一名相信团伙跟踪的人被指控在俄亥俄州杀害了四人；他在枪击事件发生前上传了一段视频，视频中他说他想“帮助其他被盯个人”，并且他将进行“历史上第一次针对精神控制的反击”。在他的电脑里发现的一份宣言中写道，他的邻居是实行精神控制的恐怖分子。